# Мишуков, Владимир Владимирович
Влади́мир Влади́мирович Мишуко́в (род. 11 июня 1969, Москва) — российский актёр, фотограф.

## Биография
Владимир Мишуков родился 11 июня 1969 года в Москве.
В 1995 году окончил Российский институт театрального искусства — ГИТИС по специальности актёр театра и кино.

## Личная жизнь
- Жена (1994—2017) — Инна Мишукова[1].
  - Сын Евгений (1995) — служил в армии, окончил столярный колледж.
  - Дочь Прасковья (2000) — студентка Лингвистического университета.
  - Дочь Варвара (2003) — в 8 лет снялась в короткометражном фильме «Проверка».
  - Сын Платон — родился с синдромом Дауна[2].

## Награды и премии
- Трижды обладатель Гран-при «Серебряная камера» в номинациях «События и повседневная жизнь», «Архитектура», «Лица».
- Гран-при «Арт-фото России» в номинации «Монохромная фотография».
- Царскосельская художественная премия (2015, как фотограф)

## Фильмография
| Год              |     | Название                     | Роль                                                   |
| ---------------- | --- | ---------------------------- | ------------------------------------------------------ |
| 1997             | кор | Тоскующая тёлка              | Имя персонажа не указано                               |
| 1999             | ф   | Чудесный сплав               | Имя персонажа не указано                               |
| 2010             | ф   | Каденции                     | Имя персонажа не указано                               |
| 2012             | ф   | Дочь                         | отец Валентин Фомин, священник                         |
| 2012             | ф   | Зимний путь                  | Паша                                                   |
| 2013             | с   | Пётр Лещенко. Всё, что было… | Николай Унгуряну, капитан сигуранцы, затем — полковник |
| 2014             | кор | Внутри музыки                | Имя персонажа не указано                               |
| 2014             | ф   | Кино про Алексеева           | умник на даче                                          |
| 2014             | ф   | Майские ленты                | Руслан                                                 |
| 2014             | ф   | Наследие                     | Сергей Андреевич Поселягин, авиаконструктор            |
| 2014             | кор | Шредер                       | Имя персонажа не указано                               |
| 2015             | ф   | Бариста                      | Игорь Кулагин, адвокат                                 |
| 2015             | ф   | Бежать нельзя погибнуть      | Феликс                                                 |
| 2015             | ф   | Гость                        | прокурор                                               |
| 2015             | ф   | Жизненные обстоятельства     | Григорий Разуваев                                      |
| 2015             | ф   | Завтра                       | Алексей Евгеньевич Лапшин                              |
| 2016             | с   | Дневник Луизы Ложкиной       | Имя персонажа не указано                               |
| 2016             | кор | Как большие                  | Имя персонажа не указано                               |
| 2016             | ф   | Кризис нежного возраста      | редактор                                               |
| 2016             | ф   | Преступление                 | Борис Долгов                                           |
| 2016             | ф   | Рыба-мечта                   | Роман                                                  |
| 2017             | с   | Красные браслеты             | папа Максима                                           |
| 2017             | ф   | Короткие волны               | Сергей Оболонский                                      |
| 2017—2020        | с   | Оптимисты                    | фотограф                                               |
| 2017             | с   | Отличница                    | Буфет (Борис Николаевич Тасов), уголовник              |
| 2017             | ф   | Яна+Янко                     | Сева                                                   |
| 2018             | ф   | 4:59 (не был завершён)       | Имя персонажа не указано                               |
| 2018             | ф   | Света с того света           | Виталий                                                |
| 2018             | ф   | Слоны могут играть в футбол  | Дмитрий                                                |
| 2019             | с   | А.Л.Ж.И.Р.                   | Александр Райс                                         |
| 2019             | с   | Неоконченный бой             | Илья                                                   |
| 2019             | кор | Думай позитивно!             | Имя персонажа не указано                               |
| 2019             | ф   | Любовницы                    | Платон                                                 |
| 2019             | ф   | Паркет                       | Имя персонажа не указано                               |
| 2019             | ф   | Простой карандаш             | Сергей                                                 |
| 2019—наст. время | с   | Содержанки                   | Глеб Витальевич Ольховский, девелопер                  |
| 2019             | ф   | Хэппи-энд                    | Алексей                                                |
| 2020             | ф   | Фея                          | Игорь                                                  |
| 2020             | с   | Доктор Преображенский        | Кац, доктор                                            |
| 2020             | с   | Шерлок в России              | Илья Филимонович Карцев, доктор                        |
| 2021             | ф   | Жена Чайковского             | Александр Шлыков                                       |
| 2021             | с   | Пропавшая                    | Михаил Владимирович Гарбер, девелопер                  |
| 2022             | с   | Переговорщик                 | Никита Ильченков                                       |